# Мария фон Баден (1865–1939)
Вижте пояснителната страница за други личности с името Мария фон Баден.
София Мария Луиза Амалия Йозефина фон Баден (на немски: Sophie Marie Luise Amalie Josephine Prinzessin von Baden; * 26 юли 1865, Баден-Баден; † 29 ноември 1939, Баден-Баден) е принцеса от род Баден и чрез женитба последната херцогиня на Анхалт (1904 – 1918).

## Живот
Тя е дъщеря на принц Лудвиг Вилхелм фон Баден (1829 – 1897) и съпругата му принцеса Мария Максимилиановна Романовски, херцогиня фон Лойхтенберг (1841 – 1914), дъщеря на херцог Максимилиан дьо Боарне (1817 – 1852) и руската велика княгиня Мария Николаевна (1819 – 1876). Внучка е на велик херцог Леополд фон Баден (1790 – 1852) и шведската принцеса София Вилхелмина фон Холщайн-Готорп (1801 – 1865). Сестра е на наследствения принц Максимилиан фон Баден (1867 – 1929), 1918 г. последният канцлер на Германската империя.
Мария се омъжва на 2 юли 1889 г. в Карлсруе за принц Фридрих II фон Анхалт (* 19 август 1856, Десау; † 21 април 1918, дворец Баленщет), който през 1904 г. е на трона като херцог, вторият син на херцог Леополд Фридрих I Франц Николаус фон Анхалт (1831 – 1904) и Антоанета фон Саксония-Алтенбург (1838 – 1908). Бракът е бездетен.
Мария фон Баден умира на 74 години на 29 ноември 1939 г. в родния си град Баден-Баден, ок. 20 години след нейния съпруг, и е погребана до него в мавзолея в Десау, гробното място на херцозите на Анхалт. На 4 юни 1958 г. тя е преместена във фамилен гроб в близкото старо гробище.